# Neukamperfehn
Neukamperfehn là một đô thị thuộc huyện Leer, bang Niedersachsen, Đức. Đô thị này có diện tích 6,27 km².